# Tully, Queensland
Tully är en ort i Australien. Den ligger i kommunen Cassowary Coast och delstaten Queensland, omkring 1 300 kilometer nordväst om delstatshuvudstaden Brisbane. Antalet invånare är 369.
Runt Tully är det mycket glesbefolkat, med 4 invånare per kvadratkilometer.. Det finns inga andra samhällen i närheten.
I omgivningarna runt Tully växer i huvudsak städsegrön lövskog. Genomsnittlig årsnederbörd är 1 894 millimeter. Den regnigaste månaden är mars, med i genomsnitt 420 mm nederbörd, och den torraste är oktober, med 28 mm nederbörd.